# 春の饗宴
「春の饗宴」（はるのきょうえん）は、1947年公開の日本映画。

## スタッフ
以下のスタッフ名は特に記載がない限りKINENOTEに従った。
- 演出 - 山本嘉次郎
- 脚本 - 山本嘉次郎
- 製作 - 山本嘉次郎
- 撮影 - 瀬川順一、會田吉男[1]
- 美術 - 平川透徹
- 音楽 - 服部良一
- 録音 - 三上長七郎、丸山圀衛[1]
- 照明 - 島百味
- 編集 - 今泉善珠[1]

## 劇中歌
- 「東京ブギウギ」作詞：鈴木勝、歌：笠置シヅ子
- 「幸運の星」作詞：山本嘉次郎
- 「女ごころ」作詞：西條八十
- 「落葉の巻」作詞：勝承夫
- 「愉しき若さ」作詞：サトウハチロー
- 「センチメンタル・ダイナ」作詞：野川香文
- 「喜びの鐘」作詞：杉並四郎
- 「雨のブルース」作詞：野川香文

## キャスト
以下の出演者名と役名は、特に記載がない限りKINENOTEに従った。
- 池部良 - 早坂三平
- 河村弘二 - 岸田和夫
- 谷間小百合 - 安田とも子
- 坂内永三郎 - 社会部次長
- 轟夕起子 - 三村珠子
- 笠置シズ子[1] - 淡島蘭子
- 橘薫 - 橘薫
- 藤原釜足 - 神田老人
- 若山セツ子 - 孫娘みよ子
- 深見泰三 - 支配人田中
- 福地悟朗 - 司会者
- 渡辺忠雄 - 指揮者
- 相原巨典 - 進行係
- 鈴木左衛門 - 楽屋番
- 進藤英太郎 - 山岡三造
- 戸田春子 - おかみさん
- 立花満枝 - 芸者